# Шлёпни её, она француженка
«Шлёпни её, она́ францу́женка» (англ. Slap Her... She's French) — комедия Мелани Майрон 2002 года с Пайпер Перабо в главной роли. Премьера фильма состоялась 31 января 2002 года.
Слоган фильма — «A high school comedy with a French twist» (англ.).

## Сюжет
Старла Грейди — самая популярная девушка в школе, королева красоты маленького техасского городка, а также капитан группы поддержки. Однажды на её голову сваливается сюрприз — француженка Женевьев Ле Плоуфф, которая перешла в её школу по культурному обмену. Старла помогает новенькой. Она считает Женевьев наивной доброй дурнушкой, но потом понимает, что глубоко ошибалась. Ведь Женевьев занимает «трон» Старлы, быстро находит общий язык с её родителями, уводит её парня, подставляет её на уроке французского языка… Старла в один миг теряет всё, что было смыслом её жизни. Но потом понимает, какой глупой и недалёкой она была раньше.

## В ролях
- Пайпер Перабо — Женевьев
- Джейн Макгрегор — Старла
- Трент Форд — Эд Митчелл
- Джули Уайт — Бутси Грейди
- Брэндон Смит — Эрни Грэйди
- Джесси Джеймс — Рэндольф Грэнди
- Никки Эйкокс — Таннер Дженнигс
- Александра Ади — Эшли Лопес
- Мэтт Закри — Кайл Фаллер
- Кристен Коппен — Дорин Гилмор

## Релиз
«Парадиз Видео» выпустило фильм на DVD 13 апреля 2010 года.